# Melicope simplex
Melicope simplex är en vinruteväxtart som beskrevs av Allan Cunningham. Melicope simplex ingår i släktet Melicope och familjen vinruteväxter. Inga underarter finns listade i Catalogue of Life.